# 村上ゆいち
村上 ゆいち（むらかみ ゆいち）は、日本の女性イラストレーター・漫画家。

## 主な作品

### 漫画
- 異世界で『黒の癒し手』って呼ばれています（原作：ふじま美耶、アルファポリス公式Web漫画）
- まがいもの令嬢から愛され薬師になりました（原作：佐槻奏多、ゼロサムオンライン）
- 迦国あやかし後宮譚（ムネヤマヨシミとの共同漫画、原作：シアノ、アルファポリス公式Web漫画）
- 前世が伝説の大魔女だった不遇聖女は皇帝陛下に溺愛されています（原作：十夜、『月刊コミック電撃大王』2024年12月号 - ）
- レイチェル・ジーンは踊らない（原作：Moonshine、『ゼロサムオンライン』2025年1月17日[1] - ）

### 挿絵
- クロノ×セクス×コンプレックス（著：壁井ユカコ、『電撃文庫』、アスキー・メディアワークス）※2巻以降
- ごめんねツーちゃん -1/14569-（著：水沢黄平、『富士見ファンタジア文庫』、富士見書房）
- 純愛☆フライング（著：御堂志生、『らぶドロップス』、パブリッシングリンク）※電子書籍
- クロス・エデン（著：吉野匠、『このライトノベルがすごい!文庫』、宝島社）
- 吉原ラメント（原作：亜沙・小山乃舞世、著：美雨季、アルファポリス）※本文イラスト
- お嬢様は死神つき 愛の魔物と神の使い（著：滝上よしき、『一迅社文庫アイリス』、一迅社）
- 邪神攻略者の戦技教導（著：空埜一樹、『HJ文庫』、ホビージャパン）
- ユート 拉致から始まる異世界軍師（著：吉野匠、『このライトノベルがすごい!文庫』、宝島社）
- 虚構戦役の戦導師（著：田尾典丈、『MF文庫J』、メディアファクトリー）
- パラジクロロベンゼン（原作・著：ガルナ（オワタP）、一迅社）
- 剣と魔法の世界ですが、俺の機械兵器は今日も無敵です。 （著：ツガワトモタカ、『HJ文庫』、ホビージャパン）
- 天と地と狭間の世界イェラティアム（著：夜々里春、『サーガフォレスト』、一二三書房）
- 100ゴールドショップ『ウサギ屋』（著：猫之宮折紙、『ファミ通文庫』、KADOKAWA）
- ビブロフィリアと幾千の物語 （著：塚本イチカ、新紀元社）
- WIXOSS -TWIN MEMORIES-（著：円まどか、ホビージャパン）
- ドロップ〜香りの令嬢物語〜（著：紫水ゆきこ、『アリアンローズ』、フロンティアワークス）
- ログインボーナスでスキルアップ 〜寝て起きて成り上がる〜（著：あまうい白一、『GA文庫』、SBクリエイティブ）
- 僕らはリア充なのでオタクな過去などありません（大嘘）（著：北國ばらっど、『ダッシュエックス文庫』、集英社）
- 異世界創造の絶対神（著：若桜拓海、『HJ文庫』、ホビージャパン）
- 恋する山ガール（著：御堂志生、『らぶドロップス』、パブリッシングリンク）※電子書籍
- 森のほとりでジャムを煮る 〜異世界ではじめる田舎暮らし〜（著：小鳩子鈴、『カドカワBOOKS』、KADOKAWA）
- 毒使いの逃亡者 〜瘴気のあふれた異世界で、なぜか俺は回復している〜（著：アネコユサギ、『MFブックス』、KADOKAWA）
- ハズレポーションが醤油だったので料理することにしました（著：富士とまと、『ツギクルブックス』、ツギクル）
- 異世界で土地を買って農場を作ろう（著：岡沢六十四、『オーバーラップノベルス』、オーバーラップ）
- 最弱無敗の神装機竜[2]（著：明月千里、『GA文庫』、SBクリエイティブ）※17巻以降
- 最強ハウジングアプリで快適異世界生活（著：うみ、『MFブックス』、KADOKAWA）
- こじらせ王太子と約束の姫君（著：栗須まり、『ツギクルブックス』、ツギクル）
- 禁忌異能者の訳あり学園生活 （著：百瀬ヨルカ、『HJ文庫』、ホビージャパン）
- 悪役令嬢の執事様 破滅フラグは俺が潰させていただきます （著：緋色の雨、『ドラゴンノベルス』、KADOKAWA）
- 竜王様、ごはんの時間です!〜グータラOLが転生したら、最強料理人!?〜 （著：徒然花、『ベリーズファンタジー』、スターツ出版）
- 魔法犯罪取締庁召喚士取締部〜その喚び出し、違法です〜（著：水沢洸、新紀元社）
- 悪役令嬢最後の取り巻きは、彼女の為に忠義を貫く!（著：ナユタ、『アイリスNEO』、一迅社）
- 本物の方の勇者様が捨てられていたので私が貰ってもいいですか?（著：花果唯、『カドカワBOOKS』、KADOKAWA）
- 大相撲令嬢（著：川獺右端、『アース・スターノベル』 → 『アース・スター ルナ』、アース・スター エンターテイメント）
- “悠優”の追放魔法使いと幼なじみな森の女神様。 〜王都では最弱認定の緑魔法ですが、故郷の農村に帰ると万能でした〜（著：kaede7、『HJノベルス』、ホビージャパン）
- 夫婦で営むモンスターファーム〜目指せ、まったりスローライフ〜（著：三田白兎、『アース・スターノベル』、アース・スター エンターテイメント）
- 石投げ令嬢〜婚約破棄してる王子を気絶させたら、王弟殿下が婿入りすることになった〜（著：みねバイヤーン、『GAノベル』、SBクリエイティブ）
- ハズレスキル《草刈り》持ちの役立たず王女、気ままに草を刈っていたら追放先を魅惑のリゾート島に開拓できちゃいました（著：みねバイヤーン、『GAノベル』、SBクリエイティブ）

### イラスト
- 初音ミクGTプロジェクト『レーシングミク 2011ver.』衣装デザイン案
- 桃色大戦ぱいろん 城ヶ島聖イラスト
- WIXOSS カードイラスト
- 鏡音レン イケ恋歌 グレープフルーツソーダ パッケージイラスト
- ロストクルセイド カードイラスト
- 山田くんと7人の魔女 第10話 エンドカード

### キャラクターデザイン
- 東京乙女レストラン キャラクターデザイン、SDキャラ
- 温泉むすめ（榊原伊都、キャラクター原案）